# Dolar wschodniokaraibski
Dolar wschodniokaraibski – oficjalna waluta następujących państw Karaibów: Antigui i Barbudy, Dominiki, Grenady, Saint Kitts i Nevis, Saint Lucia i Saint Vincent i Grenadyny, a także Anguilli i Montserratu, wchodzących w skład Brytyjskich terytoriów zamorskich. Jeden dolar wschodniokaraibski dzieli się na sto centów wschodniokaraibskich. W dniu 1 lipca 2015 wycofane zostały z obiegu monety 1 i 2 centy.